# Смирнов, Николай Алексеевич (комиссар)
Никола́й Алексе́евич Смирно́в (1911, Яблоновка, Санкт-Петербургская губерния — 24 сентября 1941, Слуцкий район, Ленинградская область) — ленинградский комсомольский и партийный работник, советский комиссар, участник Великой Отечественной войны.

## Биография
Родился в 1911 году на Малой Охте в деревне Яблоновка (ныне в черте Санкт-Петербурга). Воспитывался в детском доме за Нарвской заставой с 1924 года. В 1927 году поступил в школу ФЗО при заводе «Красная заря» для освоения токарного и слесарного дела. Был принят в комсомол, умело справлялся с любой работой; живой и энергичный, Николай был любимцем коллектива. Позже стал секретарём комитета комсомола завода.
С 1931 года член ВКП(б). В 1933 году в составе двадцатипятитысячников мобилизован для подъёма сельского хозяйства на Украину, в Днепропетровскую область, где работал в одном из политотделов заместителем начальника; через три года вернулся в Ленинград и стал постоянно работать на Выборгской стороне по комсомольской и партийной части: инструктором, завотделом, секретарём Выборгского райкома комсомола, затем секретарём парткома «Красной Зари». В 1939 году стал вторым секретарём Выборгского районного комитета ВКП(б). Делегат XVIII съезда ВКП(б). Проживал на Лесном проспекте, д. 61.
В июне 1941 года был призван Выборгским райвоенкоматом и в звании батальонного комиссара ушёл на Ленинградский фронт. 24 сентября 1941 года (по данным электронного архива «Мемориал») комиссар 3-го стрелкового полка дивизии народного ополчения Н. А. Смирнов в бою за деревню Камень на Пулковских высотах после ранения командира полка взял на себя командование частью, из остатков рот организовал ударную группу и повёл бойцов в контратаку, заставив противника отступить; сам же был смертельно ранен и скончался на поле боя у освобождённой деревни. Похоронен на Пискарёвском кладбище (по данным сайта «Память народа» — на кладбище «Остров Декабристов») с воинскими почестями.

### Семья
- Жена — Смирнова Е. И.[10];
- Сын — Алексей[11].

## Память
В январе 1949 года в память о полковом комиссаре на карте Ленинграда появилась улица Смирнова. В декабре 1974 года она была переименована в улицу Комиссара Смирнова.

## Комментарии
1. ↑  Деревня Камень находилась в 6 км к востоку от п. Горелово[6] и в 1936—1953 годы относилась к Слуцкому району Ленинградской области; не сохранилась, ныне — урочище на территории Виллозского городского поселения в Ломоносовском районе, Ленинградская область[7].